# Progressive Muskelatrophie
Die Progressive Muskelatrophie (PMA) ist eine seltene Form einer Motoneuron-Krankheit und wird als Variante der Amyotrophe Lateralsklerose (ALS) angesehen.
Obwohl nur das untere Motoneuron betroffen ist, entspricht der Krankheitsverlauf dem bei der ALS. Die Abgrenzung zur ALS scheint klinisch und pathologisch schwierig.

## Verbreitung
Die Erkrankung tritt in der Regel nicht familiär auf. Das männliche Geschlecht ist häufiger betroffen. Übergänge in ALS können vorkommen.

## Klinische Erscheinungen
Klinische Kriterien sind:
- Fortschreitende Lähmungen der Extremitäten
- keine oder erst spät auftretende Bulbärparalyse

Postmortal sind intraneuronale Bunina-Körperchen und ubiquitinpositive Inklusionen nachweisbar, die als morphologische Merkmale der ALS etabliert sind.

## Differentialdiagnose
Abzugrenzen sind die Amyotrophe Lateralsklerose (ALS) sowie die erblichen Formen der spinalen Muskelatrophien (SMA).

## Heilungsaussicht
Die Prognose wird von der Atembeeinträchtigung bestimmt.

## Geschichte
Die Bezeichnung wurde im Jahre 1850 durch den französischen Neurologen François-Amilcar Aran (1817–1861) geprägt.